# Castell d'Alcalà
El hisn al-Qala o castell d'Alcalà o castell de Benissili, situat a l'actual municipi de La Vall de Gallinera fou la residència d'Al-Azraq i el centre de les revoltes mudèjar que van seguir la conquesta del Regne de València per Jaume el Conqueridor al segle xiii.
La funció històrica del castell era la de vigilar i defendre l'entrada la vall des de l'interior.

## Història
La fundació del castell podria remuntar-se al segle xi prolongant-se fins al segle xvi, és a dir, es tracta d'un jaciment post-califal o com a màxim fundat en els últims anys del califat. La primera notícia escrita data del 1245 en el tractat del Pouet, signat al castell mateix entre al-Azraq i l'infant Alfons d'Aragó en nom de Jaume el Conqueridor, en el qual al-Azraq reté per a si mateix els castells d'Alcalà i Perpuxent. En 1248 va ser el centre de la primera rebel·lió mudèjar, acabdillada pel mateix al-Azraq. Deu anys després, l'1 de juny de 1258 el castell és pres per Jaume I, fet del qual hi ha constància en la Crònica del Rei, c.376:
"E no volem dir totes les coses que hi foren feites, car seria allongament del llibre: mas al vuité dia cobram Alcalà, e Gallinera, E setze castells que al-Azraq ens avia emblats e tolts..."
Uns dies abans, el 26 de maig, davant la imminència de la presa del castell, Jaume I fa donació a Gil Eiximeni del castell d'Alcalà i el de Margarida amb les seues alqueries i fortificacions, però no a perpetuïtat. L'any 1261 el castell torna a estar en mans del rei, qui el cedí a diferents personatges per a cobrir els seus deutes. Entre 1261 i 1263 retenen el castell els fills d'Eximen de Foces fins a cobrar-se el que el rei els deu. De 1267 a 1271 s'embarga a favor de Pere Ferrando, fill natural de Jaume I. En 1271 en tindrà l'alcaldia Pere Roiç de Corella. En abril de 1273 s'entrega a Berenguer de Latera, per deutes al rei, i per la mateixa causa, tres mesos després, el 19 de juliol, a Pere Diego Muñoz. En 1275, s'embarga a favor de Mateu de Montreal, qui en té l'alcaidia fins a 1277. Entre 1278 i 1282, després de la fi de la sublevació i pacificació dels mudèjars, el nou rei Pere el Gran (I de València) encomana la custòdia del castell a Roderic Jiménez de Luna. En 1283, el torna a tenir Mateu de Montreal, per un altre deute al rei. L'any 1286 les rendes del castell són per a Jaume de Manso i el 1287 són, de nou, per a Pere Ferrando. El 27 d'agost de 1288 el castell d'Alcalà deixa de pertànyer als reis d'Aragó per la donació que efectua Alfons el Franc a un rossellonés, Bernat Guillem, de Vilafranca de Conflent, del castell en recompensa per les pèrdues que havia tingut en la guerra contra França de 1282-1285. Esta donació acaba amb la situació de realenc per al districte del castell d'Alcalà, que passa a ser un senyoriu feudal.